# .44麥格農
.44麥林（英語：.44 Magnum）是美國在1950年代研製的子彈，主要被用於左輪手槍；雖然名為「點44」，但實際口徑只有0.429吋（10.9毫米），純粹因其由.44 S&W Special改進而得名。
.44麥格農基於.44 S&W Special，但彈殼經過加長及加壓後，槍口初速及彈頭能量得以大幅提高，從而令.454 Casull以及最近的.460 S&W 麥格農和.500 S＆W 麥格農黯然失色； 儘管如此，它仍然是最受歡迎的商業大口徑麥格農彈藥之一。當最大裝載並帶有沉重，穿透力強的子彈時，.44麥格農適合於北美地區所有遊戲的短距離狩獵。用手槍射擊時，雖然有重後坐力和槍口火焰，但在卡賓槍和步槍中則要少得多。

## 相關資訊
- 手槍子彈列表
- 步槍子彈列表
- .44 S&W Special（英语：.44 S&W Special）